# 黑吉巴赫河 (塔爾巴赫河支流)
47°26′24″N 8°6′47″E / 47.44000°N 8.11306°E
黑吉巴赫河是瑞士的河流，位於該國北部，流經阿爾高州，屬於塔爾巴赫河的左支流，河道全長約2公里，河畔城鎮有塔爾海姆。